# دبرا گرانیک
دبرا گرانیک (انگلیسی: Debra Granik؛ زادهٔ ۶ فوریهٔ ۱۹۶۳) کارگردان فیلم، فیلم‌نامه‌نویس و فیلم‌بردار اهل ایالات متحده آمریکا است. وی از سال ۱۹۹۷ میلادی تاکنون مشغول فعالیت بوده‌است.

## بخشی از فیلمشناسی
- پایین به سمت استخوان - ۲۰۰۴
- زمستان استخوان‌سوز - ۲۰۱۰
- ردی به جا نگذار - ۲۰۱۸